# لوسيت بارنبي
لوسيت بارنبي (الاسم العلمي: Lecythis barnebyi) هو نوع من النباتات يتبع جنس اللوسيت من الفصيلة اللوسيتية. تم وصف هذا النوع من النبات علمياً لأول مرة من قبل سكوت أ. موري سنة 1981.